# José Oscar Bernardi
José Oscar Bernardi (n. 20 iunie 1954, Monte Sião, Minas Gerais, Brazilia) este un fost fotbalist brazilian.
În cariera sa, Oscar a evoluat la Ponte Preta, New York Cosmos și São Paulo, Nissan Motors. Între 1978 și 1986, Oscar a jucat 59 de meciuri și a marcat 2 goluri pentru echipa națională a Braziliei. Oscar a jucat pentru naționala Braziliei la trei Campionate Mondiale: în 1978, 1982 și 1986.

## Statistici
| Brazilia | Brazilia | Brazilia |
| An       | Meciuri  | Goluri   |
| -------- | -------- | -------- |
| 1978     | 11       | 0        |
| 1979     | 1        | 0        |
| 1980     | 4        | 0        |
| 1981     | 13       | 0        |
| 1982     | 11       | 1        |
| 1983     | 0        | 0        |
| 1984     | 2        | 0        |
| 1985     | 11       | 0        |
| 1986     | 6        | 1        |
| Total    | 59       | 2        |